# Haemaphysalis traguli
Haemaphysalis traguli este o specie de căpușe din genul Haemaphysalis, familia Ixodidae, descrisă de Oudemans în anul 1928. Conform Catalogue of Life specia Haemaphysalis traguli nu are subspecii cunoscute.